# Ronald D. Sanders
Ronald D. Sanders est un artiste, illustrateur, graphiste et enseignant américain. Il est connu pour son travail en tant que designer pour le programme Artistic Infusion (AIP) de la Monnaie des États-Unis. Ses créations incluent des designs pour des pièces de monnaie et des médailles commémoratives, telles que le quart de dollar du Great Basin National Park, le dollar Mohawk Ironworkers de la série Native American, et plusieurs dollars de la série American Innovation.

## Jeunesse et formation
Ronald D. Sanders a grandi à Fort Wayne, en Indiana, dans une communauté résidentielle axée sur un parcours de golf, ce qui a marqué ses premières influences visuelles. Issu d'une famille créative, avec un père ingénieur, une tante peintre et une mère et une grand-mère passionnées d'artisanat, il a été immergé dès son plus jeune âge dans des activités artistiques. Il a exploré divers médiums artistiques dès le collège, notamment la peinture à l'huile et les études d'anatomie à partir de 11 ans.
Durant son adolescence, il a vendu sa batterie pour acheter son premier appareil photo 35 mm afin de photographier des modèles costumés pour référence, et s'est tourné vers le théâtre, où il a joué et travaillé comme concepteur de décors. Au cours des années 70 et 80, il a été influencé par des films comme Star Wars et Indiana Jones, ainsi que par des artistes fantasy tels que Frazetta et Boris. Il a également tiré son inspiration de peintres narratifs de la Renaissance jusqu'au XIXe siècle, et de grands illustrateurs du XXe siècle qui combinaient compétences académiques avec des couleurs impressionnistes.
Ronald D. Sanders a obtenu son baccalauréat en beaux-arts (BFA) en illustration, avec mention Magna Cum Laude, du Columbus College of Art & Design (en) à Columbus, en Ohio. Ses études comprenaient également la publicité, la photographie de studio et les beaux-arts. Pendant ses études universitaires, il a conçu une voiture de sport exotique à moteur central et a proposé un documentaire américano-russe pour la télévision soviétique avant la chute du mur de Berlin. Pour financer ses études, il gérait sa propre entreprise de t-shirts aérographe lors de foires et festivals. Il a également conçu des maisons pour sa famille et ses amis, et a participé à l'acquisition de terrains commerciaux ainsi qu'à la conception d'un développement à usage mixte de 134 acres,.

## Carrière d'artiste et d'illustrateur
Après l'obtention de son diplôme, une offre d'emploi en Floride a échoué en raison d'un ralentissement économique, et Sanders est retourné dans l'Indiana. En l'espace de trois ans, il a trouvé un agent d'illustration à New York et a exposé ses œuvres dans une vingtaine de galeries à travers le pays. Spécialisé dans la peinture à l'huile, il s'est d'abord concentré sur l'étude du réalisme académique, soutenant l'American Society of Classical Realism, puis a exploré une palette de couleurs plus naturelle à travers l'Impressionnisme et la peinture en plein air.
Il a également aidé des victimes d'abus souffrant de troubles dissociatifs. Plus tard, il a commencé à peindre des récits historiques culturellement diversifiés pour l'industrie des manuels scolaires et pour des tirages en édition limitée. Ses œuvres sont exposées dans des collections privées et publiques aux États-Unis, notamment au Indiana State Museum, au Oneida Nation Museum, à l'Alvin C. York State Historic Area et à la Air Force Weather Agency (en) – Offutt Air Force Base,.
Sanders a remporté des prix nationaux pour ses beaux-arts. Il a gagné le Grand prix au concours annuel de couverture du magazine American Artist (en) en juin 2011, a reçu une mention honorable au concours « 21 over 31 » du magazine Southwest Art (en) en  novembre 2010, et a remporté la première place dans la catégorie portrait/figure au 26e concours annuel du magazine The Artist's Magazine en décembre 2009. Il est également membre agréé de la Paint America Association et de la National Oil and Acrylic Painters Society,.
Ses clients commerciaux incluent la Monnaie des États-Unis, Catalyst Game Labs (en) (pour Shadowrun), Mongoose Publishing (pour Travellers), Spike TV, Houghton Mifflin, Doubleday Book Club, Boy’s Life Magazine, Chase Manhattan Bank, AT&T, BFGoodrich Tire Co., les Columbus Clippers, The News-Sentinel (en), et The Minneapolis Star Tribune. Il est l'auteur de l'ouvrage Color Mixing, Color Matching. Autour de 2016, il a commencé à étudier la peinture numérique, avec un intérêt renouvelé pour les images imaginatives d'aventure et de fantaisieNational Oil and Acrylic Painters Society,.

## Monnaie des États-Unis
Fin 2010, Ronald D. Sanders a été recruté par la Monnaie des États-Unis par le biais de son programme Artistic Infusion (AIP). Ce programme l'amène à concevoir des pièces de monnaie, des pièces commémoratives et des médailles d'or du Congrès. Son travail pour la Monnaie implique la recherche historique et la distillation de récits complexes en des images emblématiques qui se prêtent bien à la gravure sur métal à petite échelle. En mars 2024, il faisait toujours partie des designers AIP. Son contrat avec la Monnaie, un contrat à durée indéterminée, a débuté en mai 2019 et s'étend jusqu'au 31 décembre 2025, avec un plafond salarial de 330 000 $. Le lieu principal de l'exécution des ordres de travail est North Port, en Floride.

## Pièces et médailles
Ronald D. Sanders a conçu les motifs de plusieurs pièces et médailles émises par la Monnaie des États-Unis :
- Dollar du soldat d'infanterie (2012) : Il s'agit de sa première conception de pièce exécutée[6] ;
- Quart de dollar America the Beautiful (2013) (parc national du Grand Bassin, Nevada) : Le revers représente un pin Bristlecone et des moraines glaciaires. Ce design a été sculpté par Renata Gordon[7],[8] ;
- Dollar Native American (2015) (ferroniers Mohawk) : Le revers montre un ouvrier du fer Mohawk guidant une poutre en I sur un gratte-ciel avec la ligne d'horizon de New York en arrière-plan. Le dessin a été sculpté par Phebe Hemphill[9],[10] ;
- Quart de dollar America the Beautiful (2015) (monument national de Homestead, Nebraska) : Le revers représente la cabane Palmer-Epard, une pompe à eau et des épis de maïs. Le dessin a été sculpté par Jim Licaretz[11] ;
- Pièce de 5 dollars Mark Twain (2016) : Le revers représente un bateau à vapeur sur le fleuve Mississippi. Le design a été sculpté par Joseph Menna[12],[13] ;
- Médaille d'or du Congrès Steve Gleason (en) (2020) : Ronald D. Sanders a conçu l'avers, qui représente Steve Gleason dans son maillot des Saints, le poing gauche levé en signe de triomphe. Ce design a été sculpté par Phebe Hemphill[14] ;
- Dollar American Innovation (2021) (New York - Canal Érié) : Le revers représente un bateau de passagers tiré d'une ville vers les zones rurales à l'ouest. Le design a été sculpté par Phebe Hemphill[15] ;
- Dollar American Innovation (2023 (Indiana - héritage automobile) : Le revers présente une série de véhicules illustrant les innovations automobiles de l'Indiana, d'une automobile ancienne à une voiture de course Indy moderne. Le design a été sculpté par Phebe Hemphill[16] ;
- Dollars American Innovation 2025) :
  - Floride (Kennedy Space Center) : Le revers illustre une navette spatiale de la NASA décollant du complexe de lancement 39. Ce design a été sculpté par Eric David Custer[17] ;
  - Michigan (chaîne de montage automobile) : Le revers dépeint une chaîne de montage automobile du début du XXe siècle, avec un ouvrier assemblant un véhicule. Le design a été sculpté par John P. McGraw[17],[18] ;
  - Texas (exploration spatiale) : Le revers représente un astronaute américain effectuant une sortie extravéhiculaire de la Station spatiale internationale. Le design a été sculpté par John P. McGraw[17].

## Vie personnelle
Ronald D. Sanders est marié à Jenny depuis 1997 et a trois enfants. Après une alerte au cancer en 2005, le couple a déménagé dans le comté de Sarasota, en Floride, où il réside actuellement. Il aime voyager à travers le pays pour visiter des parcs nationaux, des galeries d'art et des musées,.